# 长鳍羊舌鲆
长鳍羊舌鲆（学名：Arnoglossus tapeinosoma）为輻鰭魚綱鰈形目鰈亞目鲆科羊舌鲆属的鱼类，俗名长鳍肢鲆、尖体羊舌鲽。分布于西达波斯湾、南达印度尼西亚以及海南省中沙群岛、广东大陆沿海到台湾东北等，属于暖水性底层鱼，棲息深度240-250公尺，棲息在底層水域，生活習性不明。该物种的模式产地在苏门答腊的巴东。

## 形态特征
背鳍92—99；臀鳍70—75；胸鳍（左）12—13，（右）10；腹鳍6；尾鳍17。侧线鳞55—56。鳃耙0+9—10。椎骨10+31—32个（解剖一尾，X光照片2）。体长为体高2.6—2.9倍，为头长3.8—4.2倍。头长为吻长4—4.9倍，为眼径3.2—3.7倍，为眼间隔23.2—43倍，为最长背鳍条1.9—2.3倍（雌）或0.3—0.5倍（雄），为左胸鳍长1.6—1.7倍，为左腹鳍长2.4—3.1倍，为尾鳍长1.3—1.5倍，为尾柄长7.2—12.9倍；尾柄高为尾柄长2.7—3.8倍。
头体为长椭圆形；很侧扁，体高为体宽5.7—6.7倍。尾柄短高。头高大于头长，背缘约在吻后端有一小凹刻。吻钝，无棘。两眼位头左侧；上眼邻近头背缘，前缘较下眼前缘稍后。眼间隔窄嵴状。每侧鼻孔2个，前孔有一皮膜突起；左鼻孔位眼间隔前方吻侧，右鼻孔位较高。口小，前位，斜形，闭时两颌前端约相等。上颌略伸过下眼前缘；下颌联合下方小突起状。两颌牙小，下颌每侧牙约20多个。鳃孔大，上端略不达侧线。鳃耙长扁，较鳃丝短。
头体左侧被弱栉鳞，胸鳍、吻部、口缘及眼间隔前中部无鳞，其他鳍及头体有鳞；右侧被圆鳞。左侧线侧中位，胸鳍后上方弯弧部长略不及眼径2倍；右侧无侧线。背鳍始于吻后部偏右侧，有膜连右侧后鼻孔背缘；成年雌鱼前3鳍条较第4鳍条稍长；雄鱼前方6—7鳍条长丝状，第2鳍条最长；后端鳍条最短小。臀鳍始于胸鳍始点略前下方，形似背鳍中后部。左胸鳍尖刀状，第3—4鳍条最长；右胸鳍中央最长，约等左胸鳍1/3。左腹鳍始于下眼后缘下方附近；第3鳍条最长，约达第3—4臀鳍条基。右腹鳍基短，始于第4左腹鳍条基右侧。腰带骨突出为扁棘状。尾鳍中部13鳍条分枝，后端尖圆或双截形。头体左侧淡黄灰褐色，眼后缘黑色；鳍淡黄色，背、臀鳍外缘色较暗且鳍基后端稍前各有一亮黑斑，雄鱼前方丝状背鳍条黑色，偶鳍后端黑色，尾鳍有小黑点且中部稍前上下各一灰黑斑。右侧体乳白色，鳍亦较淡，胸鳍白色，腹鳍后端黑色。胃弯钩状。幽门盲囊4个。肠长为头长1.6倍。体长82.5毫米白马井标本（1973，Ⅴ.18），卵巢长三角形，Ⅳ期初阶段，后角约达第14脉棘下端。卵大小不等。最大卵径。0.35毫米。
为暖水性底层海鱼，大鱼体长达127毫米。北部湾体长55.7毫米雄鱼背鳍前端鳍条已呈丝状。
测量标本7尾；体长59.3—97毫米；采自珠江口外（北纬21°，东经112°30′，水深40—60米）、粤西，以及海南琼海、新村、三亚、白马井等。